# Pszenmut
Pszenmut, görögösen Pszammuthész (? – Kr. e. 393 után) az egyiptomi XXIX. dinasztia harmadik fáraója Kr. e. 393-ban.
Hornebkha trónfosztása után jutott hatalomra. Viszont őt is rövid idejű uralkodás után trónfosztották.